# Zwiezda-WDW Dmitrow
Zwiezda-WDW Dmitrow (ros. Звезда-ВДВ 	Дмитров) – rosyjski klub hokeja na lodzie z siedzibą w Dmitrowie.

## Historia
Klub został założony w 2009. Do 2015 w juniorskich rozgrywkach MHL-B występowała drużyna HK Dmitrow.
W 2015 klub Zwiezda-WDW Dmitrow został przyjęty do rozgrywek Wyższej Hokejowej Ligi od sezonu 2015/2016. W połowie 2015 głównym trenerem zespołu został Siergiej Borisow, a do sztabu weszli asystent Białorusin Dzmitryj Dudzik i trener bramkarzy Ukrainiec Jewhen Brul. Pod koniec września 2015 następcą Borisowa został Wiktor Lauchin. Asystentem w sztabie był też Albiert Leszczow, który w drugiej połowie października został mianowany głównym trenerem. Drużyna rozegrała 25 spotkań w rundzie zasadniczej. Z uwagi na problemy finansowe w listopadzie 2015 klub został usunięty z rozgrywek WHL.
W sezonie 2016/2017 zespół juniorski HK Dmitrow powrócił do uczestnictwa w rosyjskiej drugiej klasie juniorskiej, przemianowanej z MHL-B na NMHL.